# 로열티긴날개박쥐
로열티긴날개박쥐(Miniopterus robustior)는 긴가락박쥐과에 속하는 박쥐의 일종이다. 누벨칼레도니에서만 발견된다.

## 특징
몸길이가 43~49mm인 작은 박쥐로 전완장은 39~41.2mm이고 꼬리 길이는 37.5~46mm이다. 발 길이는 7.8~9mm, 귀 길이는 11.5~13mm이다.

## 생태
동굴 안에서 1,000~1,500마리로 무리를 지어 생활한다. 먹이는 날아다니는 곤충이다. 임신한 암컷이 10월에 포획된다.

## 분포 및 서식지
누벨칼레도니 동쪽 로열티섬의 리푸와 마레에서만 발견된다.